# نچیروان خلیل محمد
نچیروان خلیل محمد (انگلیسی: Necirwan Khalil Mohammad؛ زادهٔ ۵ مهٔ ۱۹۹۲) بازیکن فوتبال اهل سوریه است.
از باشگاه‌هایی که در آن بازی کرده‌است می‌توان به باشگاه فوتبال اوردینگن ۰۵ اشاره کرد.